# Тибон, Ноам
Но́ам Тибо́н (ивр. נעם תיבון‎; род. 4 марта 1962, Цора, Израиль) — генерал-майор запаса Армии обороны Израиля; в последней должности: командир Северного корпуса армии (с января 2012 по февраль 2015 года).

## Биография
Ноам Тибон родился в 1962 году в кибуце Цора около города Бейт-Шемеш, Израиль.

### Семья и ранние годы
Родители Тибона, Йоав и Ализа Тибон, в прошлом служившие в «Пальмахе», входили в число основателей кибуца Цора.
Йоав Тибон (4 мая 1929 — 27 апреля 2019), в разные периоды исполнявший должности главы регионального совета Гизо и заместителя главы регионального совета Мате-Йехуда, родился в семье доктора Эммануэля Пфеффермана, одного из основателей Национальной библиотеки Израиля, и доктора Йолан Эдлиц-Пфефферман, преподавательницы органической химии в Еврейском университете в Иерусалиме. Фамилия «Тибон» была взята Эммануэлем Пфефферманом в честь средневекового переводчика Йехуды ибн-Тиббона.
Ализа Тибон (13 июня 1929—2023; урождённая Крафт), была дочерью Вернера Крафта (1896—1991), немецкоязычного писателя, её семья приехала из Германии и поселилась в Иерусалиме в 1934 году.
Учился в региональной средней школе в кибуце Гиват-Бренер, а затем провёл год в городе Арад в должности инструктора молодёжной организации «Ха-ноар ха-овед ве-ха-ломед».

### Военная карьера
В 1981 году Тибон был призван на службу в Армии обороны Израиля. Начал службу в специальном подразделении «Сайерет Маткаль». В 1982 году принял участие в Ливанской войне, помимо прочего в боях с сирийским спецназом и в прорыве в Бейрут.
Тибон уволился в запас в звании старшего сержанта в 1984 году, но в 1987 году вернулся на службу в «Сайерет Маткаль». Принимал участие в многочисленных операциях подразделения, большая часть из них на территории Ливана.
В качестве особого исключения Тибону было присвоено офицерское звание без выхода на офицерские курсы, и он получил под своё командование отряд подразделения. По окончании должности вышел в годовой отпуск за свой счёт, работал в компании по прокладке линий связи «Гилтек», а затем вернулся в «Сайерет Маткаль» и возглавил роту подразделения.
В 1990 году перешёл в бригаду «Цанханим», где был назначен заместителем командира 890-го батальона бригады (батальон «Эфа» (ивр. אפעה‎ эф’э́)), а в 1993 году возглавил 202-й батальон бригады (батальон «Гадюка» (ивр. צפע‎ це́фа)).
В 1995 году перешёл на должность инструктора в Колледже полевого и штабного командного состава Армии обороны Израиля, но был вынужден вернуться на должность командира 202-го батальона вследствие ранения своего преемника, подполковника Хагая Мордехая. В 1996 году был назначен заместителем командира бригады «Цанханим». В 1997 году вышел на учёбу в школе морской пехоты США в Куантико, Виргиния.
В 1998 году Тибон возглавил территориальную бригаду «Эцион», ответственную за территорию Гуш-Эциона на Западном берегу реки Иордан, включая город Вифлеем, а в октябре 1999 года был назначен командиром территориальной бригады «Йехуда», ответственной за южную часть Западного берега реки Иордан, включая город Хеврон (командовал бригадой также в ходе операции «Защитная стена»).
В июле 2002 года был назначен командиром бригады «Нахаль».
В августе 2004 года стал главой Отделения кадров (ивр. רחכ"א‎) в Командовании сухопутных войск, а в декабре 2006 года был назначен Главным офицером пехотных и десантных войск (ивр. קחצ"ר‎).
5 июля 2007 года был Тибон назначен командиром территориальной дивизии Иудеи и Самарии.
Период командования Тибона был отмечен значительным снижением количества терактов на Западном берегу реки Иордан, как и объёма террористической деятельности, исходящей из Западного берега реки Иордан на территорию Израиля. При этом достиг значительных успехов процесс укрепления сотрудничества между израильскими властями и Палестинской национальной администрацией в гражданской сфере и сфере безопасности.
Отношения Тибона в должности командира дивизии с кругами еврейских поселенцев на Западном берегу реки Иордан были крайне напряжёнными. Несмотря на весьма близкие отношения с поселенцами в период командования бригадами «Эцион» и «Йехуда», доходившими до стоивших Тибону выговорами выступлений политического характера с позиций поселенцев, отношения Тибона с поселенцами начали ухудшаться после операции по эвакуации незаконного поселенческого форпоста «Гива 26» в марте 2003 года, которую он возглавил в должности командира бригады «Нахаль», и дошли до пика после вступления Тибона в должность комдива, в которой он возглавил ряд операций по эвакуации незаконных форпостов, включая «Шхунат-Шалхевет» (заселённая поселенцами территория розничного рынка в Хевроне) в августе 2007 года, форпост «Яд-Яир» в сентябре 2008 года и, месяц спустя, форпост «Хават-Федерман», где проживал крайне радикальный активист Ноам Федерман со своей семьёй.
У дома Тибона неоднократно проходили демонстрации радикальных активистов, соседям Тибона рассылались листовки с оскорблениями в его адрес, сам Тибон и его семья подвергались домогательствам.
7 октября 2009 года Тибон передал командование дивизией бригадному генералу Ницану Алону и был назначен командиром Колледжа полевого и штабного командного состава Армии обороны Израиля (ивр. פו"ם‎). Исполнял эту должность до ноября 2011 года, а затем возглавил назначенную Начальником Генштаба команду по разработке оперативного ответа угрозе похищения солдат боевиками палестинских организаций, основываясь, помимо прочего, на уроках похищения солдата Гилада Шалита.
15 декабря 2011 года было объявлено о решении назначить Тибона командиром Северного корпуса, предназначенного служить связующим звеном между командованием Северного военного округа Израиля с боевыми дивизиями в случае развёртывания боевых действий на северном фронте Израиля, на смену генерал-майору Ишаю Беру. 19 января 2012 года Тибону было присвоено звание генерал-майора, и он вступил на пост командира корпуса. Вследствие операции «Нерушимая скала» на Тибона была также возложена координация внутреннего расследования Генштаба в отношении инцидентов, связанных с нанесением военных ударов по гражданским целям в ходе операции.
Тибон исполнял должность командира Северного корпуса до 8 февраля 2015 года, передав ее генерал-майору Тамиру Хайману накануне выхода в запас из армии.

### После выхода в запас
В феврале 2016 года Тибон начал исполнять на общественных началах должность председателя управления «Город, мир и туризм» (ивр. עיר עולם ותיירות‎ Ир Олам ве-Таярут) муниципалитета Тель-Авив-Яффа, занимающегося проектами в сфере туризма и экономического развития города Тель-Авив-Яффа и позиционированием города в качестве центра предпринимательства и инноваций и ведущего туристического направления.
После выхода в запас из армии до декабря 2020 года был генеральным директором израильской стартап-компании Tracense Systems.
С августа 2015 по август 2024 года также входил в качестве внешнего директора в совет директоров израильской строительной компании Villar International.
В начале 2022 года возглавлял команду специалистов в рамках внутреннего армейского расследования инцидента, приведшего к гибели в подразделении «Эгоз», приведшего к гибели двух офицеров подразделения вследствие огня по своим.
Также возглавляет комитет по присуждению премии имени Игаля Алона организации «Ассоциация поколения Пальмах».
В 2023 году Тибон присоединился к активной протестной деятельности против судебной реформы в Израиле, задуманной правительством под руководством Биньямина Нетаньяху.
Утром 7 октября 2023 года, в начале массового вторжения боевиков ХАМАС из сектора Газа в Израиль, Тибон получил сообщение от своего сына Амира, проживавшего в кибуце Нахаль-Оз со своей женой Мири и дочерьми Кармель и Гальей, о том, что в кибуце началась резня, а сам Амир со своей семьёй скрывается от боевиков в убежище в своём доме. Вооружившись пистолетом, Тибон выехал со своей женой из Тель-Авива в Нахаль-Оз. Приближаясь к сектору Газа, Тибон и его жена стали свидетелями последствий массовых убийств и у кибуца Мефальсим наткнулись на пару, спасающуюся бегством от резни на музыкальном фестивале в Реиме. Тибон подобрал пару и отвёз её в безопасное место. Затем Тибон и его жена вновь выдвинулись в сторону Нахаль-Оза, но, приближаясь к кибуцу, наткнулись на тяжело раненого офицера. Тибон отвёз раненого в безопасное место, передал свой автомобиль жене и, подобрав каску и автомат павшего солдата и встретив генерал-майора запаса Исраэля Зива, также самостоятельно выехавшего в сторону сектора Газа, поехал в Нахаль-Оз. В кибуце, присоединившись к силам подразделения «Маглан», Тибон принял участие в зачистке кибуца от боевиков, проходя от дома к дому. В ходе боёв по дороге к дому сына Тибон подобрал двух раненых и отвёз и их в безопасное место, после чего вновь вернулся в Нахаль-Оз и, спустя восемь часов после получения сообщения сына, вызволил семью своего сына из убежища. События этого дня были описаны позже в книге Амира Тибона «Линия борозды» (ивр. קו התלם‎), опубликованной в сентябре 2024 года.
В последующие дни Тибон инициировал создание группы генералов запаса, доборовольно организовавшихся с целью взять под свою опеку жителей пострадавших в ходе вторжения израильских населённых пунктов и содействовать им в разрешении бюрократических вопросов.
В марте 2024 года Тибон учредил и возглавил «Форум „Бойцы за равное распределение бремени“» (ивр. פורום לוחמים לשוויון בנטל‎), предназначенный для координации протестного движения против массового освобождения призывников-ультраортодоксов от военной службы, возлагающего по мнению участников движения несправедливое бремя на солдат-резервистов; в проведённой Форумом демонстрации 14 марта 2024 года приняли участие более 10 000 человек.
В июне 2024 года было опубликовано решение удостоить Тибона звания «Рыцарь качественной власти» (ивр. אביר איכות השלטון‎), присваиваемого израильской некоммерческой организацией «Движение за качественную власть в Израиле».

### Образование и личная жизнь
За время службы в армии Тибон получил степень бакалавра Хайфского университета в области истории и степень магистра Гарвардского университета в области государственного управления (проходил обучение в Гарвардском университете в рамках программы Фонда Векснера). Также окончил учёбу в Колледже полевого и штабного командного состава Армии обороны Израиля.
Во время службы Тибон покинул кибуц Цора, в котором он вырос; в ранние годы он жил в поселении Абирим в Галилее, затем переехал в Кфар-Врадим, по возвращении из США в 1998 году поселился в Маалот, а ныне проживает в квартале Хадар-Йосеф в Тель-Авиве.
Женат на докторе Гали Мир-Тибон, родившейся в тот же день, что и Тибон, в кибуце Квуцат-Шиллер в семье уроженца кибуца и репатриантки, пережившей Холокост в Румынии. Тибон и его жена познакомились в школе на уроках литературы, которую им преподавал писатель Амос Оз. Жена Тибона работала директором школ «ОРТ» в Маалот и Бат-Яме, затем получила докторскую степень за диссертацию о Холокосте в Румынии и занялась писательской карьерой. У пары двое детей: Амир (род. 11 февраля 1982; журналист) и Ури (род. 17 февраля 1995; военный врач).

## Публикации
- תא"ל נעם תיבון 1953: השנה שבה עוצב צה"ל מערכות 438, אוגוסט 2011 (Бригадный генерал Ноам Тибон, «1953: год, в котором сформировалась Армия обороны Израиля», «Маарахот» № 438 (август 2011)) (Архивная копия от 21 сентября 2013 на Wayback Machine) (иврит)
- אלוף (מיל') נעם תיבון לאן נעלם המפקד מימי הסיירת מאז שהפך לרה"מ? ליברל, 9.5.16 (Генерал-майор запаса Ноам Тибон, «Куда подевался командир времён „Сайерет Маткаль“, который с тех пор стал премьер-министром?», «Либерал» (9.5.16)) Архивная копия от 2 сентября 2017 на Wayback Machine) (иврит)
- נועם תיבון אני, אלוף במילואים, מצדיע לתא"ל אפק על יציאתו מהארון וואלה, 10.5.17 (Ноам Тибон, «Я, генерал-майор запаса, беру под козырёк перед бригадным генералом Афеком за его каминг-аут», Walla (10.5.17)) (Архивная копия от 13 мая 2017 на Wayback Machine) (иврит)
- נועם תיבון המלחמה שכולנו נפסיד בה וואלה, 5.1.18 (Ноам Тибон, «Война, в которой проиграем мы все», Walla (5.1.18)) (Архивная копия от 5 января 2018 на Wayback Machine) (иврит)
- נעם תיבון רק הצבעה לשמאל תפיל את נתניהו הארץ, 6.3.19 (Ноам Тибон, «Только голосование за левый лагерь приведёт к падению Нетаньяху», «Га-Арец» (6.3.19)) (Архивировано 19 января 2024 года.) (иврит)
- נעם תיבון אם מפלגות השמאל לא יתאחדו, מה הטעם להצביע להן? הארץ, 6.6.19 (Ноам Тибон, «Если партии левого лагеря не объединятся, какой смысл за них голосовать?», «Га-Арец» (6.6.19)) (Архивировано 19 января 2024 года.) (иврит)
- נעם תיבון רק עמיר פרץ יכול הארץ, 29.6.19 (Ноам Тибон, «Лишь Амир Перец способен», «Га-Арец» (29.6.19)) (Архивировано 19 января 2024 года.) (иврит)
- נעם תיבון חילוני שלא מצביע תומך בחיסול דרך חייו הארץ, 17.9.19 (Ноам Тибон, «Светский человек, который не голосует, поддерживает уничтожение своего образа жизни», «Га-Арец» (17.9.19)) (Архивировано 30 апреля 2024 года.) (иврит)
- נעם תיבון שמאלנים, עכשיו הזמן לנצח הארץ, 1.3.20 (Ноам Тибон, «Леваки, пришло время побеждать», «Га-Арец» (1.3.20)) (Архивировано 18 января 2024 года.) (иврит)